# アッコロカムイ

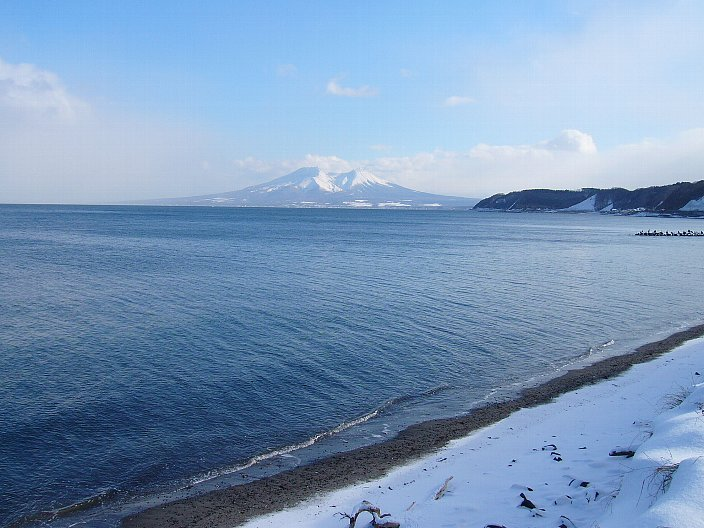
アッコロカムイが棲むと伝えられた北海道・噴火湾（内浦湾）

アッコロカムイ（アイヌ語 at kor kamuy、紐（触手）をもつカムイ）は、アイヌ民話に伝わる巨大なタコ。

## 語釈
そもそもアッコログル（atkoro-guru, at-koro-guru, at kor [kur]）が「蛸」のアイヌ名であり、直訳すると"細い条（紐・帯状の物）が＋ある＋もの"の意味である。アッコロカムイもやはり直訳だと'紐（触手）をもつカムイ'を意味する。
漢字では大章魚と表記する。
蛸（大蛸）の別名にアッウィナ（atui-na）またはアトイナウ（atui-[i]nau）、「海のイナウ/幣」の意か）がある。そもそも吉田巌（1914年）が「アツウイナまたはアッコロカムイとも」の説話として掲載したものを、更科源蔵（971年）は「アドイ・イナウ（海の木幣）」という名称で転載し、他の編者は「アッコロカムイ」の名称で転載している。

## 概要
伝説によれば、胆振地方噴火湾（正式には内浦湾）の主（）の大ダコで、単に蛸を意味するアツゥイナ（アドイ・イナウ）とも、蛸神を意味するアッコロカムイとも称した。
誇張された話では、その大きさは畑1町ほど（1ヘクタール）もあるという。弁才船（やクジラ）をも丸のみにすると恐れられた。船が吞まれずとも、ブリなどの群がる場所に漁に出かけると、転覆させられるのが常であるため、昔のアイヌは、用心のために大鎌を携帯したという。体全体が赤く、赤色は空まで輝くので、遠くからでもその居場所は確認できるので、近寄らないようにした。
異聞では、レブンゲ（虻田郡豊浦町字礼文華）のエコリ岬（イコリ岬）でイタクネップと名乗る男が目撃したのは、鯨を丸呑みする、20間四方（40メートル四方）はある大きさで、あたりの潮は、泡立って凄いことになっていたという。

### クモ起源
また、アッコロカムイの謂れとして、次のような民話がある。かつてレブンゲ（礼文華）の地に巨大なクモの怪物「ヤウシケプ」が現れ、家々を破壊し、土地を荒らし回った。北に離れた積丹の村長が旅中におとずれ、洞窟に隠れていた5人の男から事情を聴きだし、これらを連れて洞爺湖にいる村長の息子を頼った。そしてサマイクルカムイとオキクルミにクモを小さくさせてほしいと頼んだが、その執行を命じられたニッネカムイ(魔神)の力がおよばなかった。そこで次に頼まれた海の神レプンカムイが、地上の人々を救うためにヤウシケプを海に引き取ればよいという話になり、噴火湾内に引き入れられたヤウシケプは姿をタコに変えられた。これがアッコロカムイとして威を振るうようになったのだという。

### 衣服起源
伝承によればコタンカルカムイが熊により負傷すると、妻（ドレシ、turesi）が駆けつけて介抱をしたが、地上でつけた衣服は天界に持ち込めないので脱ぎ捨てた。この脱衣のうちポンクッ（pón-kut「肌帶」）を海に投げるとそれがアッコルカムイ（at-kor-kamuy「ひもを・所有する・神」）すなわち蛸になった、とされる。この「肌帯」は、八本の組紐で編んだもので、「カッケマッ」(kátkemat 「貴婦人」)が身に着ける貞操帯である。

## 類話
アイヌには、ほかにも噴火湾の大きな化け物の話が伝わっている。ある昔話では、川から流れてきたモウル（「襯衣」、女の肌着）が化けた「アツゥイカクラ」または「アヅイカクラ」という巨大ナマコ（キンコ）が住むといい、流木などに口をつけて海上に浮かんでおり、近づいた漁船をひっくり返すという。
また室蘭近海の主（ぬし）は、「アツゥイコロエカシ」であり、船を飲み込む巨大な赤い化け物といわれる。アツゥイナ（大ダコ）とは別と認識されるが、レブンエカシ（後述）の異名の可能性もあるとされる。ただし、上述の発祥説話（ § 衣服起源）によれば、コタンカルカムイの妻である女神がモウル（mour「肌衣」）を脱いで海に投げ捨てたのが変化してアトイコルエカシ（atuy-kor-ekasi 「海を・所有する・翁」）、すなわちエチンケ（echinke 「亀」）となった。
さらには「沖の長老」を意味する「レブンエカシ」という名の化け物もいるといわれ、これは8頭ものクジラを飲む込むという。あるときに2人の漁師が飲み込まれたが、腹の中で火を焚いたので吐き出されて命拾いしたものの、レブンエカシの毒にあたったのか、頭髪がすべて抜けて頭が禿げ上がってしまったという。